# Hyesan
Hyesan (kor. 혜산) – miasto w Korei Północnej, nad rzeką Jalu, przy granicy z Chinami, ośrodek administracyjny prowincji Ryanggang. Około 193 tys. mieszkańców. Ośrodek przemysłu drzewnego i papierniczego.
Z Hyesan pochodzi Park Yeon-mi, koreańska aktywistka na rzecz praw człowieka i prezenterka telewizyjna, uciekinierka z Korei Północnej.